# Église luthérienne Saint-Christophe de Héricourt
L'église luthérienne Saint-Christophe de Héricourt est une église protestante située à Héricourt (Haute-Saône). Elle est affectée en 1562 au culte luthérien, en vigueur dans la Principauté de Montbéliard. La paroisse est membre de l'inspection ecclésiastique de Montbéliard de l’Église évangélique luthérienne de France, devenu en 2012 la région Est-Montbéliard de l’Église protestante unie de France. Il ne faut pas la confondre avec l'église catholique Saint-Christophe, construite juste à côté à la fin du XIXe siècle.

## Description

### Extérieur
L'église est style franc-comtois avec le clocher comtois caractéristique de la région. L'entrée se fait donc par le porche intégré à ce clocher qui forme la façade de l'église. L'édifice né au XIIe siècle, mélange des éléments d'architecture romane et de gothique primitif.
Elle était à l'origine de plan rectangulaire avec une nef divisée entre deux travées latérales et une travée centrale plus large, mais le plan en a été compliqué par l'addition sur ses côtés nord et est de deux chapelles financées par deux bourgeois importants de la ville : Jean Pouisard et Jean Perdrix.
Les pierres tombales d'une dizaine de notables du XVIe siècle, autrefois insérées dans le chœur, ont été déplacées et sont à présent visibles scellées sur le mur du temple extérieur face à l’église.

### Intérieur
On remarque d'abord le caractère massif des pilastres et la charpente en chêne avec sa structure en croix de Saint-André très caractéristique..
Sous l'un des vitraux contemporains, une porte latérale porte le blason des princes de Fürstenberg, seigneurs d'Héricourt au début du XVIe siècle.  
Une cloche est exposée dans l'entrée. Tombée et fêlée lors de l’incendie du 22 avril 1976, elle n'a plus qu'une valeur décorative. la cloche est exposée dans l’entrée.  

### Vitraux
Très endommagés lors des combats de 1944, les vitraux sont de facture moderne. Le verrier a puisé son inspiration dans les couleurs de la mosquée bleue d’Istanbul. Ils furent illustrent des paraboles de Jésus et ont été dessinés par l’industriel et directeur de l’hôpital Jean Pierre Bretegnier.

### Orgues
L’orgue de l’Église Saint-Christophe, a été installé en 1923 sous l'impulsion du pasteur Charles Parrot ; ce dernier convainc même le célèbre Albert Schweitzer de venir à Héricourt pour l'inaugurer ! Classé à l’inventaire des monuments historiques, l'orgue a fait l'objet d'une rénovation en 2003-2005

### Éléments mobiliers remarquables
Le ministère de la culture répertorie comme éléments mobiliers remarquables :
- un service de communion protestant du début XIXe siècle comportant une aiguière, une coupe, un plat et une boîte pour le pain
- un tableau du XVIe siècle dit "Le Christ à la colonne".

## Localisation
L'église est située en plein centre de la ville d'Héricourt, dans le département français de la Haute-Saône.

## Histoire
L'église Saint-Christophe a été fondée aux XIe et XIIe siècles. L'édifice a été construit en plusieurs étapes. Les derniers éléments ont été posés au XVIe siècle avec le chœur et la chapelle. Construite avant la Réforme protestante, l'Église Saint-Christophe de Héricourt est donc initialement une église catholique, mais elle devient luthérienne en 1562 à la suite de l'acquisition du territoire d'Héricourt par les ducs de Wurtemberg. Lors de l'occupation d'Héricourt par les Français en mai 1700, l'église est placée sous le régime du simultaneum, c'est-à-dire qu'elle est utilisée par les catholiques et par les protestants, ce qui est imposé par Louis XIV pour faciliter la réintroduction du catholicisme dans les régions protestantes conquises. Le simultaneum se maintient jusqu'en 1887. Elle redevient ensuite une église purement luthérienne, appartenant à l'Église évangélique luthérienne de France. Depuis le 2 février 1987, l'église Saint-Christophe appartient à la Paroisse luthérienne du Mont-Vaudois qui regroupe plusieurs localités.  
L'édifice est inscrit au titre des monuments historiques en 1995. En 1991, grâce au legs de Mme Louise Comte, le clocher a été entièrement rénové. 

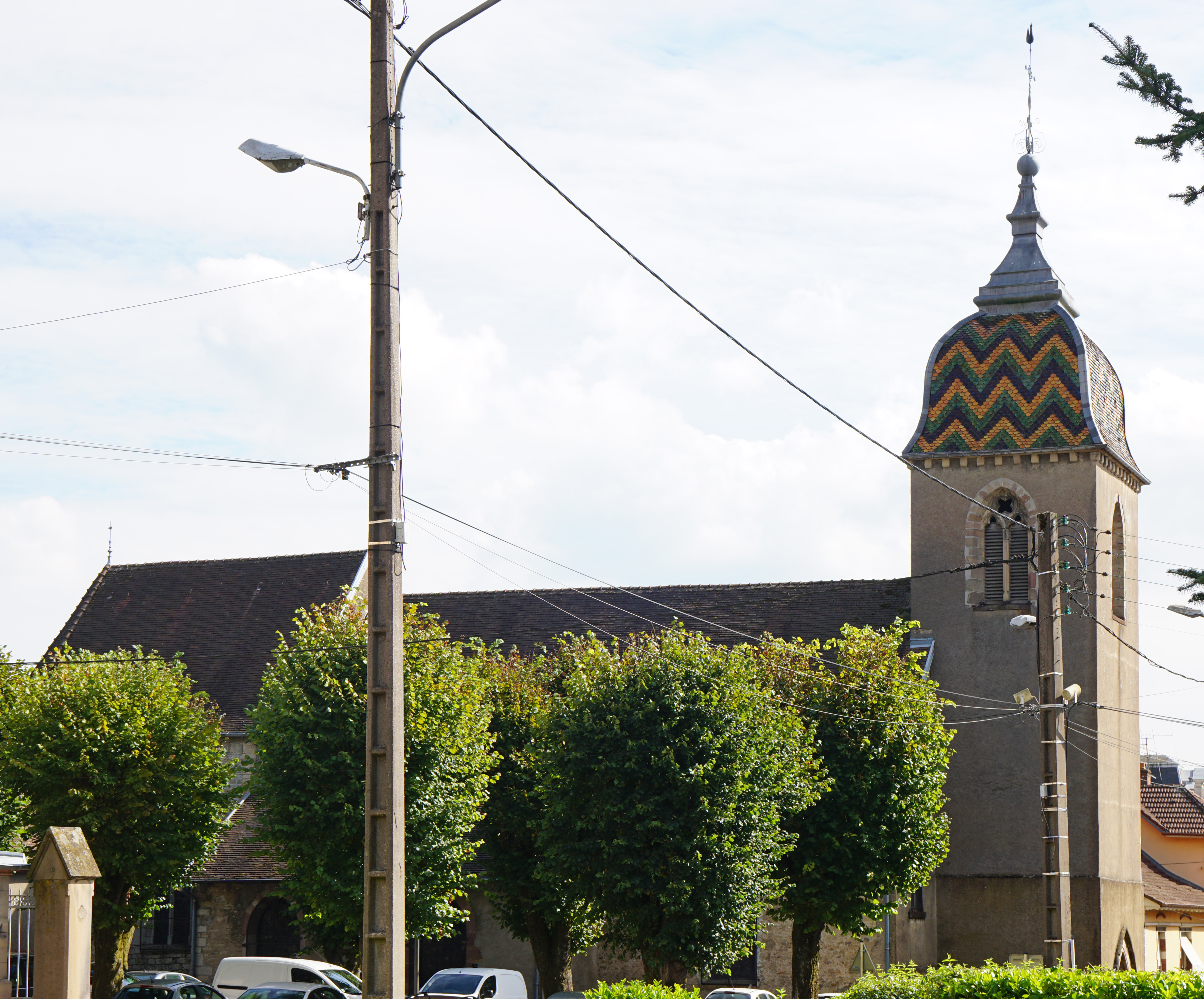
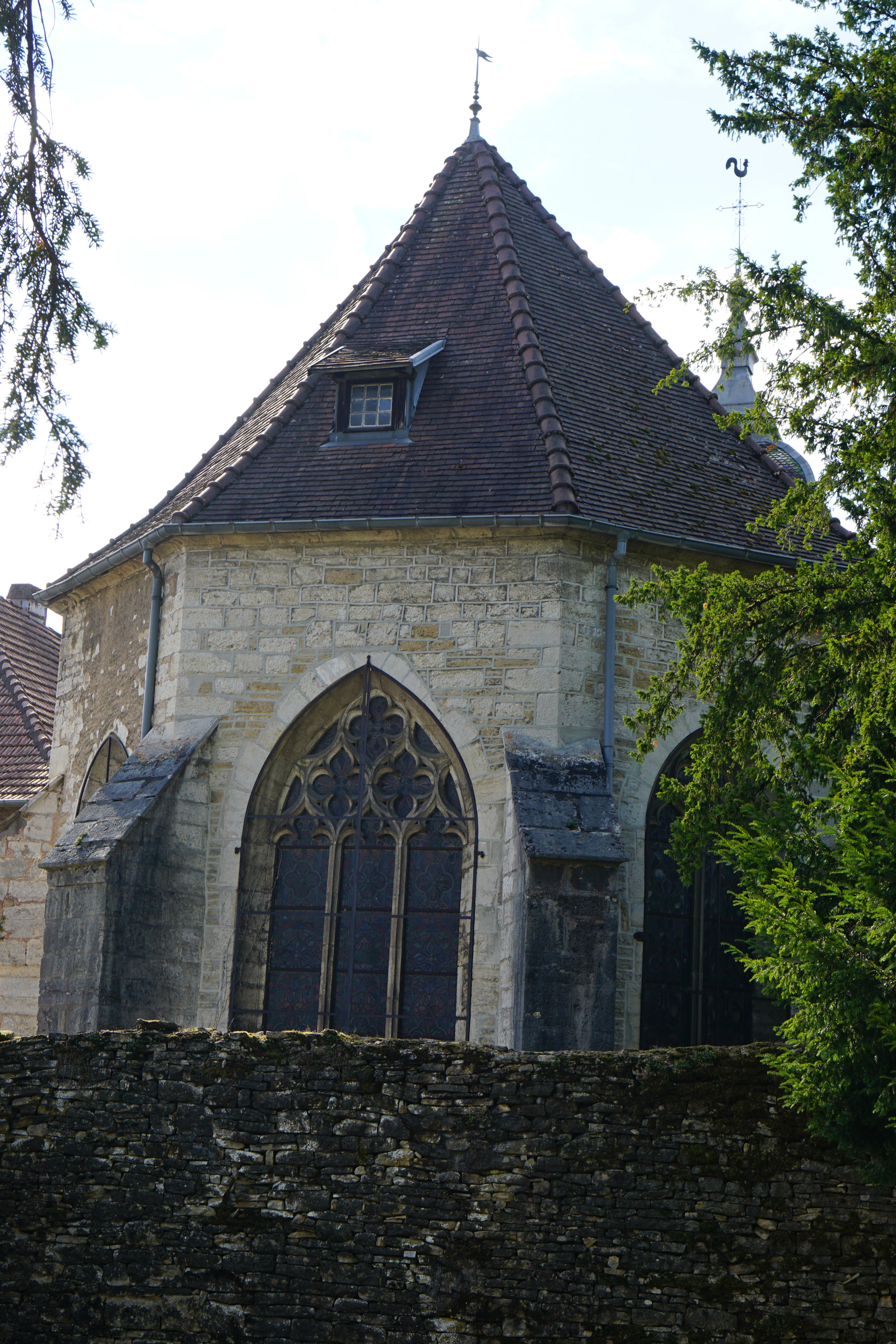
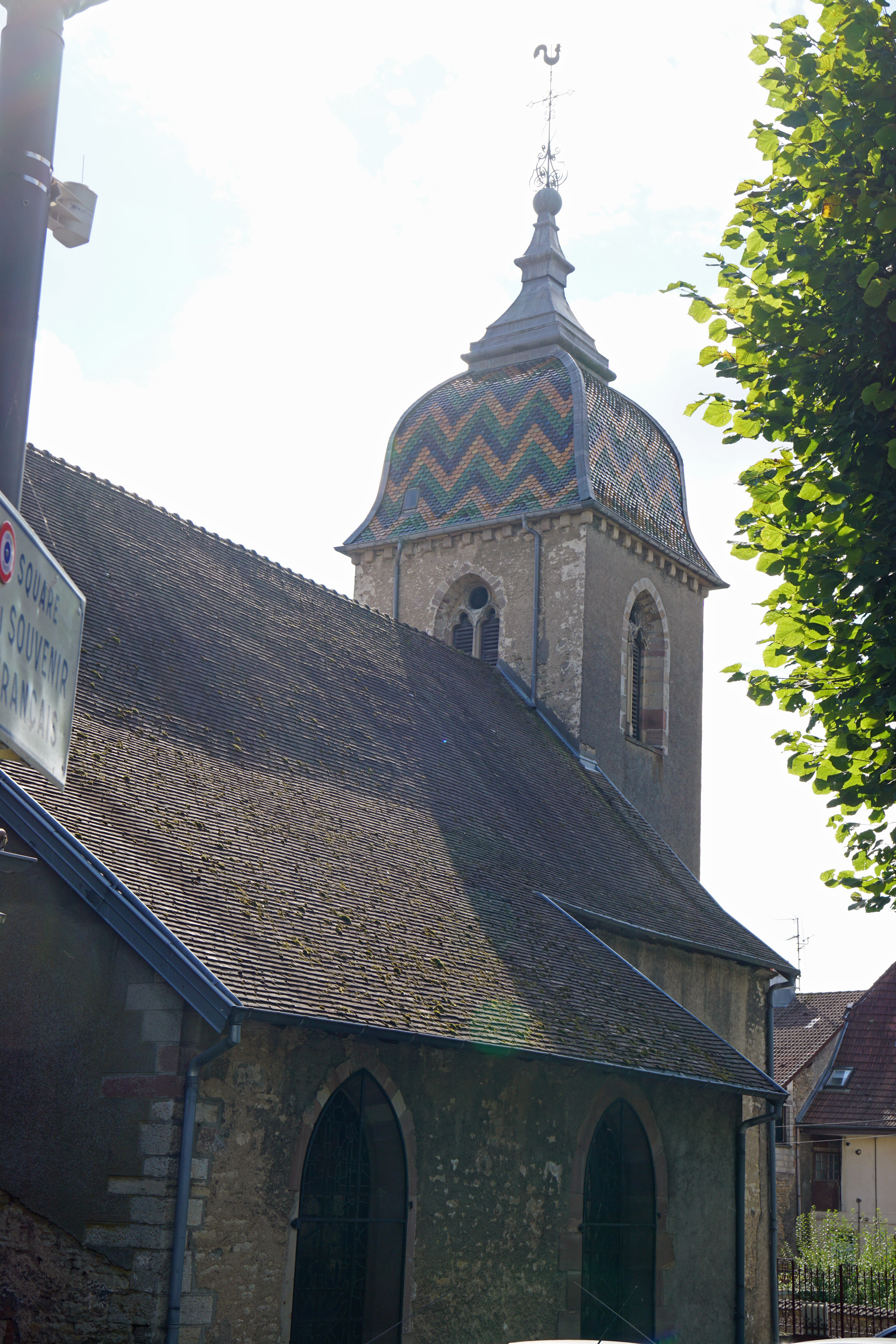
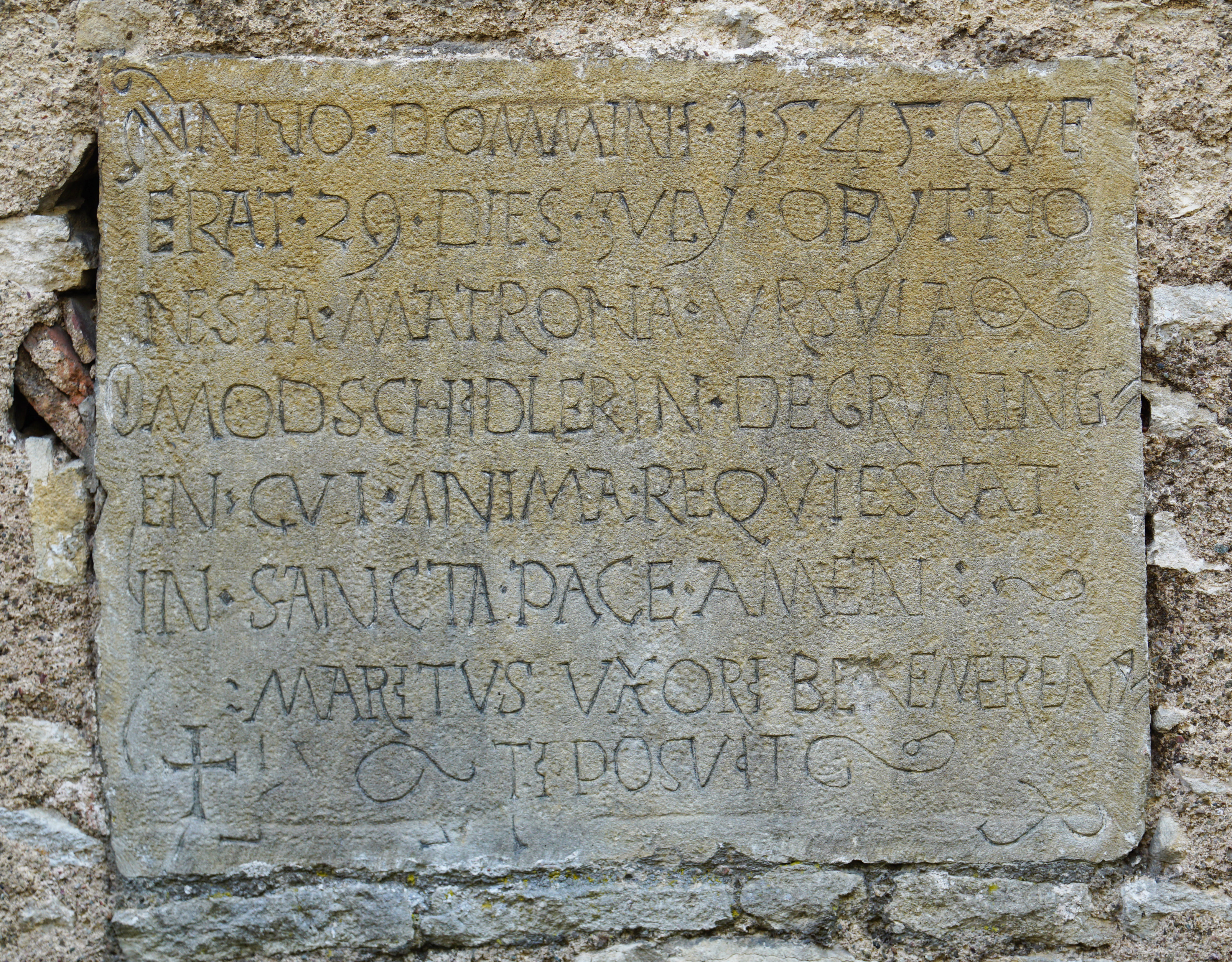
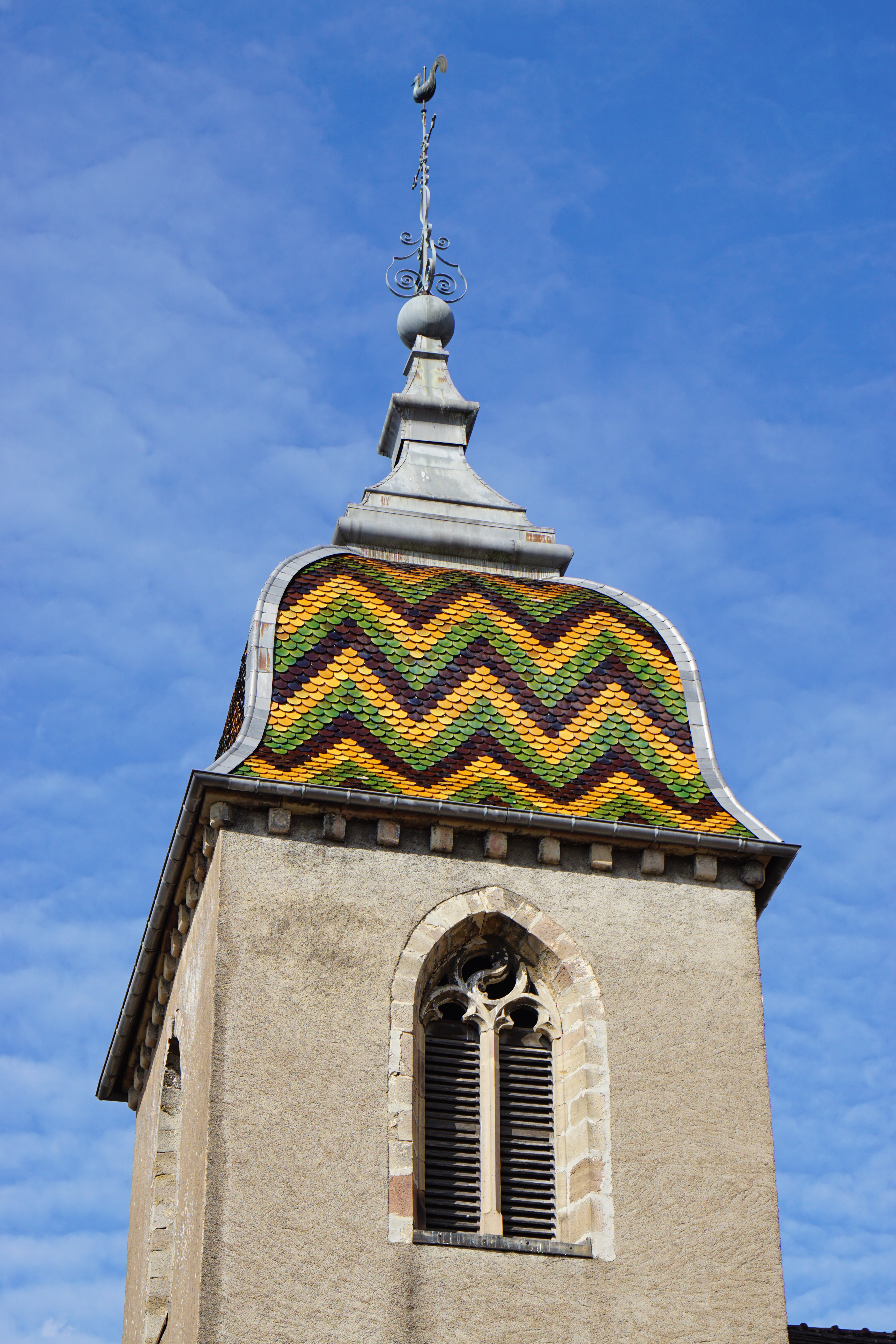